# Luc Montagnier

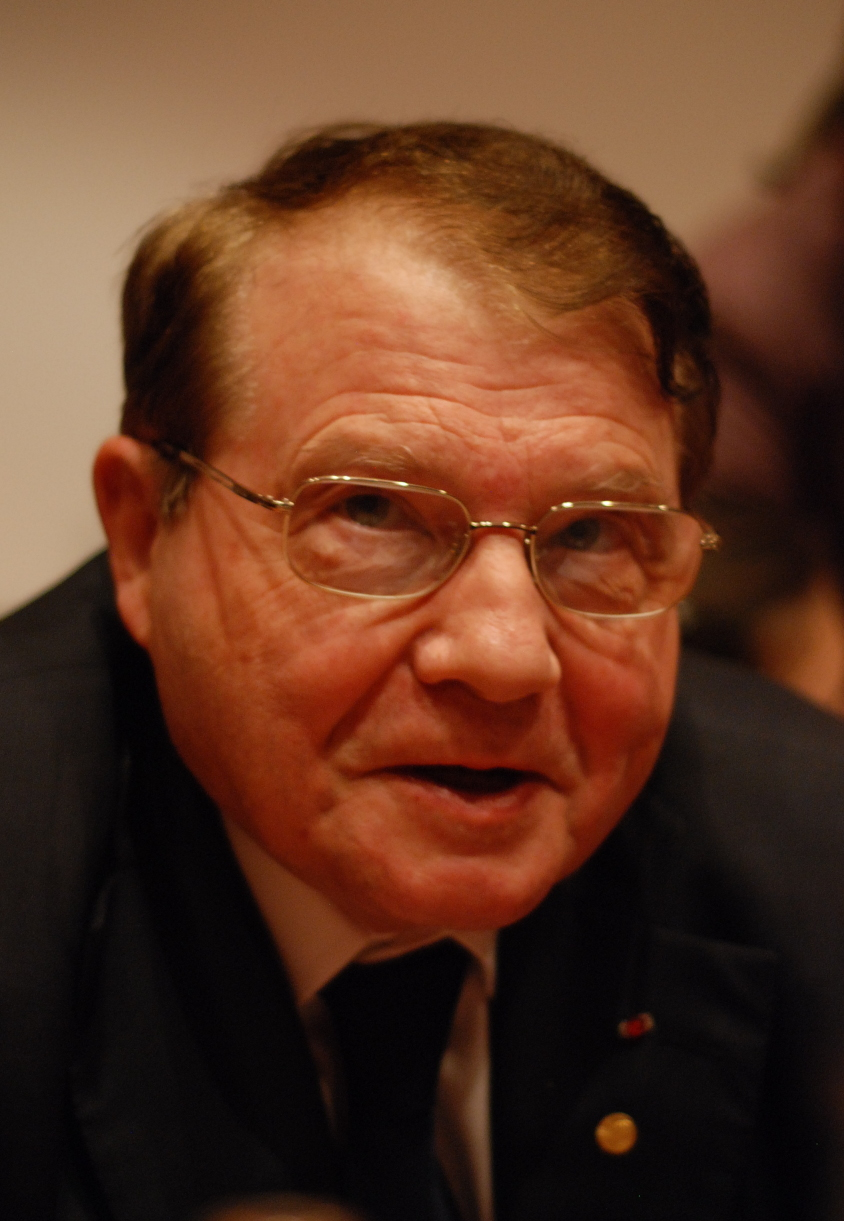
Prof. Luc Montagnier, 2008

Luc Montagnier (Chabris, 18 d'agost de 1932 - Neuilly-sur-Seine, 8 de febrer de 2022) fou un biòleg i viròleg francès. Descobridor, al costat de Robert Gallo, del virus de la sida, obtingué juntament amb la seva companya de recerca Françoise Barré-Sinoussi el Premi Nobel de Medicina el 2008.
Durant la pandèmia de la COVID-19, Montagnier va promoure la teoria de la conspiració que el SARS-CoV-2, el virus causant, es va crear deliberadament i es va escapar d'un laboratori. Aquesta afirmació ha estat rebutjada per altres viròlegs.

## Biografia
Nascut a la ciutat francesa de Chabris, va realitzar el seu doctorat en Medicina a la Universitat de Poitiers i el 1967 inicià les seves investigacions en virologia. El 1972 va ser nomenat cap de la Unitat Oncològica Viral de l'Institut Pasteur, i també designat el 1974 director del Centre Nacional de la Recerca Científica.
El 1983 va descriure i identificar el que serà un dels majors descobriments de les últimes dècades del segle xx, el virus VIH causant de la sida.
A partir de 1990, Montagnier va començar a distanciar-se de la hipòtesi VIH/SIDA oficial, afirmant que el VIH és incapaç per si mateix de produir la malaltia; cal obligatòriament el concurs de cofactors. Montagnier va defensar aquesta teoria en el seu llibre "Sobre virus i homes". Montagnier denuncià també en aquest llibre que Robert Gallo va utilitzar fraudulentament les mostres de VIH que ell li va enviar per a presentar-se a si mateix com el descobridor del VIH.
L'any 2000 se li va concedir el Premi Príncep d'Astúries d'Investigació Científica i Tècnica, juntament amb Robert Gallo en «reconeixent a l'originalitat, qualitat, i extensió de la seva tasca científica, així com la transcendència pràctica per al diagnòstic, prevenció i tractament de la infecció pel virus de la immunodeficiència humana i la sida».
Fou president de la Fundació Mundial per a la Investigació i Prevenció de la sida. L'any 2008 li fou concedit el Premi Nobel de Medicina, juntament amb la seva col·laboradora Françoise Barré-Sinoussi, «pel descobriment del virus de la immunodeficiència humana». Compartí el premi, així mateix, amb Harald zur Hausen, si bé aquest pels seus treballs sobre el virus del papil·loma humà.